# Eurovision Home Concerts
Eurovision Home Concerts – projekt Europejskiej Unii Nadawców powstały w miejsce 65. Konkursu Piosenki Eurowizji odwołanego w wyniku pandemii COVID-19, na potrzeby którego eurowizyjni wykonawcy śpiewali konkursowe przeboje, nagrywając występy z własnych domów. Każdy uczestnik projektu prezentował nie tylko swoją autorską piosenkę konkursową, ale też covery eurowizyjnych przebojów, które (spośród dwóch lub czterech propozycji) w drodze głosowania wybierali internauci. Pierwszy koncert został wyemitowany 3 kwietnia, a ostatni został wyemitowany 15 maja 2020.
Transmisje projektu odbywały się na żywo na kanale „Eurovision Song Contest” w portalu YouTube w każdy piątek o godz. 17:00.
Ostatnia emisja odbyła się 15 maja 2020, gdyż 16 maja 2020 przypadał termin odwołanego 65. Konkursu Piosenki Eurowizji, którego to dnia Europejska Unia Nadawców i jej holenderscy partnerzy Nederlandse Publieke Omroep, Nederlandse Omroep Stitching oraz AVROTROS zorganizowali widowisko Światło dla Europy.

## Lista koncertów
Podczas pierwszego koncertu wystąpiło czworo wokalistów z trzech edycji konkursu z 2017, 2018 i 2019. Pierwszymi zaproszonymi zostali Ryan O’Shaughnessy (Irlandia), Rasmussen (Dania), Tamara Todewska (Macedonia Północna) i Slavko Kalezić (Czarnogóra).
Od drugiego koncertu postanowiono zaprosić do udziału także niedoszłych reprezentantów 65. Konkursu Piosenki Eurowizji, którzy w wyniku odwołania konkursu 18 marca 2020 nie będą mieli możliwości zaprezentowania swoich utworów na żywo przed szerszą publicznością. Z tego względu, prócz zaproszenia do drugiego odcinka zwyciężczyni 61. Konkursu Piosenki Eurowizji – Jamali, a także Leonory, uczestniczki konkursu z 2019, w programie wystąpili niedoszli uczestnicy konkursu w 2020: Gjon’s Tears (Szwajcaria), Aksel (Finlandia), Wasil (Macedonia Północna), Montaigne (Australia) oraz Daði (Islandia).
W trzecim odcinku zaproszenie otrzymało pięciu niedoszłych reprezentantów 65. Konkursu Piosenki Eurowizji – Ulrikke (Norwegia), zespół Hurricane (Serbia), Jeangu Macrooy (Holandia), Uku Suviste (Estonia) i Lesley Roy (Irlandia). Oprócz nich wzięli udział również uczestnicy 64. Konkursu Piosenki Eurowizji – zespół Lake Malawi (Czechy) oraz Victor Crone (Estonia), a także zdobywca czwartego miejsca podczas 42. Konkursu Piosenki Eurowizji – duet Jalisse (Włochy). Gośćmi specjalnymi koncertu byli Siergiej Łazariew (Rosja) oraz Elena Paparizou (Grecja), którzy wspólnie wykonali utwór „You Are the Only One” zaprezentowany na scenie eurowizyjnej przez Łazariewa podczas 61. Konkurs Piosenki Eurowizji.
Do czwartego odcinka zaproszenie otrzymali: Ana Soklič (Słowenia), Damir Kedžo (Chorwacja), Elisa (Portugalia), Stefania (Grecja) i Victoria (Bułgaria). Wystąpilii również uczestnicy 64. Konkursu Piosenki Eurowizji zespół KEiiNO (Norwegia) i Paenda (Austria), a także uczestnik 63. Konkursu Piosenki Eurowizji – Eugent Bushpepa (Albania).
W piątym odcinku udział wzięli kolejni niedoszli reprezentanci z 2020: Ben Dolic (Niemcy), Tom Leeb (Francja), Senhit (San Marino), Sandro (Cypr), Roxen (Rumunia), VAL (Białoruś) oraz Samanta Tīna (Łotwa), a także uczestnicy konkursu z 2018: Zibbz (Szwajcaria) oraz Michael Schulte (Niemcy).
| Data             | Wykonawca                           | Utwory                                            | Źródło |
| ---------------- | ----------------------------------- | ------------------------------------------------- | ------ |
| 3 kwietnia 2020  | Ryan O’Shaughnessy                  | „Together”                                        | [ 5 ]  |
| 3 kwietnia 2020  | Ryan O’Shaughnessy                  | „Think About Things” (Daði i Gagnamagnið)         | [ 5 ]  |
| 3 kwietnia 2020  | Rasmussen                           | „Higher Ground”                                   | [ 5 ]  |
| 3 kwietnia 2020  | Rasmussen                           | „Only Teardrops” (Emmelie de Forest)              | [ 5 ]  |
| 3 kwietnia 2020  | Tamara Todewska                     | „Proud”                                           | [ 5 ]  |
| 3 kwietnia 2020  | Tamara Todewska                     | „Soldi” (Mahmood)                                 | [ 5 ]  |
| 3 kwietnia 2020  | Slavko Kalezić                      | „Space”                                           | [ 5 ]  |
| 3 kwietnia 2020  | Slavko Kalezić                      | „Fuego” (Eleni Fureira)                           | [ 5 ]  |
| 10 kwietnia 2020 | Gjon’s Tears                        | „Répondez-moi”                                    | [ 6 ]  |
| 10 kwietnia 2020 | Gjon’s Tears                        | „Ne partez pas sans moi” (Céline Dion)            | [ 6 ]  |
| 10 kwietnia 2020 | Jamala                              | „1944”                                            | [ 6 ]  |
| 10 kwietnia 2020 | Jamala                              | „Arcade” (Duncan Laurence)                        | [ 6 ]  |
| 10 kwietnia 2020 | Aksel                               | „Looking Back”                                    | [ 6 ]  |
| 10 kwietnia 2020 | Aksel                               | „Fairytale” (Alexander Rybak)                     | [ 6 ]  |
| 10 kwietnia 2020 | Leonora                             | „Love Is Forever”                                 | [ 6 ]  |
| 10 kwietnia 2020 | Leonora                             | „Satellite” (Lena)                                | [ 6 ]  |
| 10 kwietnia 2020 | Wasil                               | „You”                                             | [ 6 ]  |
| 10 kwietnia 2020 | Wasil                               | „My Number One” (Elena Paparizou) / „Toy” (Netta) | [ 6 ]  |
| 10 kwietnia 2020 | Montaigne                           | „Don’t Break Me”                                  | [ 6 ]  |
| 10 kwietnia 2020 | Montaigne                           | „Répondez-moi” (Gjon’s Tears)                     | [ 6 ]  |
| 10 kwietnia 2020 | Daði i Gagnamagnið                  | „Think About Things”                              | [ 6 ]  |
| 10 kwietnia 2020 | Daði i Gagnamagnið                  | „Lipstick” (Jedward)                              | [ 6 ]  |
| 17 kwietnia 2020 | Lake Malawi                         | „Friend of a Friend”                              | [ 4 ]  |
| 17 kwietnia 2020 | Lake Malawi                         | „Say Na Na Na” (Serhat)                           | [ 4 ]  |
| 17 kwietnia 2020 | Ulrikke                             | „Attention”                                       | [ 4 ]  |
| 17 kwietnia 2020 | Ulrikke                             | „Heroes” (Måns Zelmerlöw)                         | [ 4 ]  |
| 17 kwietnia 2020 | Victor Crone                        | „Storm”                                           | [ 4 ]  |
| 17 kwietnia 2020 | Victor Crone                        | „Goodbye to Yesterday” (Elina Born i Stig Rästa)  | [ 4 ]  |
| 17 kwietnia 2020 | Hurricane                           | „Hasta la vista”                                  | [ 4 ]  |
| 17 kwietnia 2020 | Hurricane                           | „Qélé, Qélé” (Sirusho)                            | [ 4 ]  |
| 17 kwietnia 2020 | Jeangu Macrooy                      | „Grow”                                            | [ 4 ]  |
| 17 kwietnia 2020 | Jeangu Macrooy                      | „Tears Getting Sober” (Victoria)                  | [ 4 ]  |
| 17 kwietnia 2020 | Jalisse                             | „Fiumi di parole”                                 | [ 4 ]  |
| 17 kwietnia 2020 | Jalisse                             | „Gente di mare” (Umberto Tozzi i Raf)             | [ 4 ]  |
| 17 kwietnia 2020 | Uku Suviste                         | „What Love Is”                                    | [ 4 ]  |
| 17 kwietnia 2020 | Uku Suviste                         | „Euphoria” (Loreen)                               | [ 4 ]  |
| 17 kwietnia 2020 | Lesley Roy                          | „Story of My Life”                                | [ 4 ]  |
| 17 kwietnia 2020 | Lesley Roy                          | „Too Late for Love” (John Lundvik)                | [ 4 ]  |
| 17 kwietnia 2020 | Siergiej Łazariew i Elena Paparizou | „You Are the Only One”                            | [ 4 ]  |
| 24 kwietnia 2020 | KEiiNO                              | „Spirit in the Sky”                               | [ 7 ]  |
| 24 kwietnia 2020 | KEiiNO                              | „Hatrið mun sigra” (Hatari)                       | [ 7 ]  |
| 24 kwietnia 2020 | Paenda                              | „Limits”                                          | [ 7 ]  |
| 24 kwietnia 2020 | Paenda                              | „Love Injected” (Aminata)                         | [ 7 ]  |
| 24 kwietnia 2020 | Victoria                            | „Tears Getting Sober”                             | [ 7 ]  |
| 24 kwietnia 2020 | Victoria                            | „Arcade” (Duncan Laurence)                        | [ 7 ]  |
| 24 kwietnia 2020 | Elisa                               | „Medo de sentir”                                  | [ 7 ]  |
| 24 kwietnia 2020 | Elisa                               | „Waterloo” (ABBA)                                 | [ 7 ]  |
| 24 kwietnia 2020 | Eugent Bushpepa                     | „Mall”                                            | [ 7 ]  |
| 24 kwietnia 2020 | Eugent Bushpepa                     | „Silent Storm” (Carl Espen)                       | [ 7 ]  |
| 24 kwietnia 2020 | Ana Soklič                          | „Voda”                                            | [ 7 ]  |
| 24 kwietnia 2020 | Ana Soklič                          | „Suus” (Rona Nishliu)                             | [ 7 ]  |
| 24 kwietnia 2020 | Damir Kedžo                         | „Divlji vjetre”                                   | [ 7 ]  |
| 24 kwietnia 2020 | Damir Kedžo                         | „Euphoria” (Loreen)                               | [ 7 ]  |
| 24 kwietnia 2020 | Stefania                            | „Supergirl”                                       | [ 7 ]  |
| 24 kwietnia 2020 | Stefania                            | „You Let Me Walk Alone” (Michael Schulte)         | [ 7 ]  |
| 1 maja 2020      | Zibbz                               | „Stones”                                          | [ 8 ]  |
| 1 maja 2020      | Zibbz                               | „Nobody But You” (Cesár Sampson)                  | [ 8 ]  |
| 1 maja 2020      | Ben Dolic                           | „Violent Thing”                                   | [ 8 ]  |
| 1 maja 2020      | Ben Dolic                           | „Beautiful Mess” (Kristian Kostow)                | [ 8 ]  |
| 1 maja 2020      | Tom Leeb                            | „Mon alliée (The Best in Me)”                     | [ 8 ]  |
| 1 maja 2020      | Tom Leeb                            | „Arcade” (Duncan Laurence)                        | [ 8 ]  |
| 1 maja 2020      | Senhit                              | „Freaky!”                                         | [ 8 ]  |
| 1 maja 2020      | Senhit                              | „L’essenziale” (Marco Mengoni)                    | [ 8 ]  |
| 1 maja 2020      | Sandro                              | „Running”                                         | [ 8 ]  |
| 1 maja 2020      | Sandro                              | „Tonight Again” (Guy Sebastian)                   | [ 8 ]  |
| 1 maja 2020      | Roxen                               | „Alcohol You”                                     | [ 8 ]  |
| 1 maja 2020      | Roxen                               | „Undo” (Sanna Nielsen)                            | [ 8 ]  |
| 1 maja 2020      | VAL                                 | „Da widna”                                        | [ 8 ]  |
| 1 maja 2020      | VAL                                 | „Rhythm Inside” (Loïc Nottet)                     | [ 8 ]  |
| 1 maja 2020      | Samanta Tīna                        | „Still Breathing”                                 | [ 8 ]  |
| 1 maja 2020      | Samanta Tīna                        | „Shady Lady” (Ani Lorak)                          | [ 8 ]  |
| 1 maja 2020      | Michael Schulte                     | „You Let Me Walk Alone”                           | [ 8 ]  |
| 1 maja 2020      | Michael Schulte                     | „Together” (Ryan O’Shaughnessy)                   | [ 8 ]  |
| 8 maja 2020      | Hera Björk                          | „Je ne sais quoi”                                 | [ 9 ]  |
| 8 maja 2020      | Hera Björk                          | „Eres Tu” (Mocedades)                             | [ 9 ]  |
| 8 maja 2020      | Arilena Ara                         | „Fall From The Sky”                               | [ 9 ]  |
| 8 maja 2020      | Arilena Ara                         | „Satellite” (Lena)                                | [ 9 ]  |
| 8 maja 2020      | The Mamas                           | „Move”                                            | [ 9 ]  |
| 8 maja 2020      | The Mamas                           | „Toy” (Netta)                                     | [ 9 ]  |
| 8 maja 2020      | Lea Sirk                            | „Hvala, ne!”                                      | [ 9 ]  |
| 8 maja 2020      | Lea Sirk                            | „If Love Was a Crime” (Poli Genowa)               | [ 9 ]  |
| 8 maja 2020      | James Newman                        | „My Last Breath”                                  | [ 9 ]  |
| 8 maja 2020      | James Newman                        | „Birds” (Anouk)                                   | [ 9 ]  |
| 8 maja 2020      | Benny Cristo                        | „Kemama”                                          | [ 9 ]  |
| 8 maja 2020      | Benny Cristo                        | „Violent Thing” (Ben Dolic)                       | [ 9 ]  |
| 8 maja 2020      | Efendi                              | „Cleopatra”                                       | [ 9 ]  |
| 8 maja 2020      | Efendi                              | „Drip Drop” (Safura)                              | [ 9 ]  |
| 8 maja 2020      | Suzy                                | „Quero ser tua”                                   | [ 9 ]  |
| 8 maja 2020      | Suzy                                | „A Million Voices” (Polina Gagarina)              | [ 9 ]  |
| 8 maja 2020      | Jedward                             | „Lipstick”                                        | [ 9 ]  |
| 8 maja 2020      | Jedward                             | „Satellite” (Lena)                                | [ 9 ]  |
| 8 maja 2020      | SuRie                               | „Storm”                                           | [ 9 ]  |
| 8 maja 2020      | SuRie                               | „Hard Rock Hallelujah” (Lordi)                    | [ 9 ]  |
| 8 maja 2020      | Michela                             | „Chameleon”                                       | [ 9 ]  |
| 8 maja 2020      | Michela                             | „Where I Am” (Anja)                               | [ 9 ]  |
| 8 maja 2020      | Paula Seling & Ovi                  | „Playing with Fire”                               | [ 9 ]  |
| 8 maja 2020      | Paula Seling & Ovi                  | „Fairytale” (Alexander Rybak)                     | [ 9 ]  |
| 8 maja 2020      | Blas Cantó                          | „Universo”                                        | [ 9 ]  |
| 15 maja 2020     | Dami Im                             | „Sound of Silence”                                | [ 10 ] |
| 15 maja 2020     | Dami Im                             | „Rise Like a Phoenix” (Conchita Wurst)            | [ 10 ] |
| 15 maja 2020     | IMRI                                | „I Feel Alive”                                    | [ 10 ] |
| 15 maja 2020     | IMRI                                | „Grande amore” (Il Volo)                          | [ 10 ] |
| 15 maja 2020     | Secret Garden                       | „Nocturne”                                        | [ 10 ] |
| 15 maja 2020     | Go A                                | „Sołowej”                                         | [ 10 ] |
| 15 maja 2020     | Go A                                | „Dancing Lasha Tumbai” (Wierka Serdiuczka)        | [ 10 ] |
| 15 maja 2020     | Yohanna                             | „Is It True?”                                     | [ 10 ] |
| 15 maja 2020     | Yohanna                             | „Euphoria” (Loreen)                               | [ 10 ] |
| 15 maja 2020     | Eimear Quinn                        | „The Voice”                                       | [ 10 ] |
| 15 maja 2020     | Eimear Quinn                        | „Répondez-moi” (Gjon’s Tears)                     | [ 10 ] |
| 15 maja 2020     | Diodato                             | „Fai rumore”                                      | [ 10 ] |
| 15 maja 2020     | Diodato                             | „Piove (Ciao, ciao bambina)” (Domenico Modugno)   | [ 10 ] |
| 15 maja 2020     | Dana                                | „All Kinds of Everything”                         | [ 10 ] |
| 15 maja 2020     | Mélovin                             | „Under the Ladder”                                | [ 10 ] |
| 15 maja 2020     | Mélovin                             | „Rise Like a Phoenix” (Conchita Wurst)            | [ 10 ] |